# Багренородни
Багренородни (на гръцки: Πορφυρογέννητος) или още Порфирогенит е прозвище към името на византийски императори. Смисълът е дете на владетеля, родено след коронясването на своя баща, т.е. когато последният вече е бил владетел и следователно с по-голям шанс да стане легитимен престолонаследник. Прозвището е имало значение за определяне на наследника на трона, когато владетелят е имал синове преди възкачването си на престола, в това число от повече съпруги. Добавката багренородни е използвана и от български владетели.
Думата „багренороден“ (багрянороден, порфирогенетос) идва от пурпурната (багрената) зала във византийския императорски дворец. В буквален превод значи „роден (генетос)“ в „пурпур (порфир)“. В българската традиция се приема, че името идва от царската багреница – наметало с тъмнолилав (виолетов, теменужен) цвят, символ на царската власт, какъвто цвят за простолюдието е забранен, а и недостъпен; извличането на багрилото от морските източници е бавно, трудно и скъпо.
Прозвището багренородни първи приема византийският император Константин VII Багренородни. През 908 г. малолетният Константин е коронясан за съимператор и получава прозвището Порфирогенет (роден в Пурпурната стая). Порфирогенетията е явно указание за налагане на династичната традиция над римското изборно и колегиално начало. От X в. нататък наследниците, родени в Пурпурната стая, са показвани на Хиподрума пред Сената, димите и населението на Константинопол като гаранция за техния изначален, вече формален избор. Василий II, преди да бъде наречен „Българоубиец“, също е Порфирогенет.
Във Второто българско царство принципът за благородство (багренородни) е използван в спора за престола между Иван Шишман и Иван Срацимир, синове на Иван Александър от две различни съпруги. За да наложи сина си Иван Шишман, втората съпруга на цар Иван Александър – похристиянчената еврейка Сара (Теодора) изтъква довода, че синът ѝ е багренороден, роден в пурпур. Иван Александър отстъпва пред претенциите на Теодора и обявява Иван Шишман за свой наследник, а на Иван Срацимир определя така нареченото Видинско царство в западна България. Като следствие България отслабва и пада под властта на османските завоеватели. Иван Вазов, патриархът на българската литература, много сполучливо описва това време в своята драма „Към пропаст“ и в стихотворението „Жидов гроб“.